# 通靈少女 (電視劇)
《通靈少女》（英語：The Teenage Psychic）是2017年首播的一部臺灣電視劇集，由陳和榆編劇和執導，該劇改編自2013年創作的學生劇展作品《神算》，是台灣公共電視與HBO Asia、新加坡稜聚傳播跨國合製的戲劇，也是HBO Asia首部台灣製播且全漢語（含華語、臺語）發音的影集。全劇共六集、皆在台灣拍攝，以台灣民間信仰和宮廟文化為背景，描述具有通靈能力的少女謝雅真的青春成長故事。由郭書瑤、蔡凡熙、陳慕義、李千娜、鄭茵聲、謝翔雅領銜主演。臺灣於2017年4月2日起每周日晚間九點在公視播出，而HBO Asia則於晚間十點在亞洲23個國家及地區播映。
《通靈少女》播出後即獲得廣泛的讚譽，包括中華民國總統蔡英文在內的多位名人皆推薦該作品。完結篇播出時的平均收視率達4.40，締造公共電視台歷來的戲劇收視最高記錄。同時，《通靈少女》亦獲得第52屆金鐘獎迷你劇集獎及迷你劇集／電視電影女配角獎（李千娜）。《通靈少女》所創下的公視收視率記錄維持了3年，直到2020年被公視的九點檔《我的婆婆怎麼那麼可愛》以5.55的完結篇收視率所打破。

## 製作

### 緣起
《通靈少女》的前身是2013年於公共電視學生劇展播出的短片《神算》，《神算》由陳和榆編劇及執導，以退休靈媒索非亞的部份人生經歷為藍本，描述一位具有通靈能力的女孩的故事。在《神算》入圍第50屆金馬獎最佳創作短片、並得到2014年台北電影節最佳短片後，陳和榆和《神算》製片劉瑜萱認為該片有更大的發展空間，便開始積極籌備。期間，公共電視以該片參加多項國際展覽，並透過曾協力拍攝紀錄片的新加坡影視團隊IFA Media（稜聚傳播），將《神算》推薦給曾與IFA合作的HBO Asia，IFA監製陳薇如表示，IFA原本打算和HBO Asia合拍另一部作品，但HBO Asia想嘗試從未拍過的華人原創作品，因而讓《通靈少女》獲得HBO Asia青睞，成為HBO Asia首部與台灣影視圈合作的作品，亦成為HBO Asia首部全程以漢語（含華語、臺語）發音的影集。公視國際部經理施悅文在接受專訪時提到，公共電視身為臺灣在國際上反映臺灣影視樣貌的電視台，必須要與國際接軌，因此她長年以來帶多部影片參加國際影展，而《神算》也是其中之一；她認為《神算》具有宮廟元素的獨特性和少女成長故事的普遍性，這項優勢十分具有發展潛能。而HBO Asia節目部暨節目製作副總陳威聖則表示，HBO Asia從五年前起就著手製作更多與亞洲相關的內容，並試圖在地化以符合當地需求，而這期間也持續在觀察臺灣的人才。陳威聖亦認為《神算》是一個很棒的故事，不但具有臺灣的獨特性，亦有推向亞洲及世界的潛力。由於HBO Asia未有與臺灣合作的經驗，擔任監製和製片方的IFA便負責協調HBO Asia和公共電視，以取得雙方的平衡點。

### 主題
相較於《神算》以宮廟角度為重，《通靈少女》則以少女成長為主軸，描述謝雅真的青春成長故事，不過兩者的基本精神是相同的。雖然《通靈少女》的靈感來源是索非亞，部份配角也有所本，但故事通篇仍屬虛構，索非亞也不像謝雅真一樣會彈吉他、做紅龜粿。導演陳和榆表示，《通靈少女》全劇反映臺灣人對生死議題的看法，充滿人情味、想像力、愛與關懷，並希望觀眾能藉此認識台灣獨特的信仰文化。雖然故事充斥靈異元素，但故事的主題是人性，並將焦點放在謝雅真的內心成長，此外還包含成人世界的慾望。陳和榆還表示若能用8集敘述情節，應能讓故事更加完善。而HBO Asia節目部暨節目製作副總陳威聖則認為，劇中的宮廟色彩可能會讓其他國家的觀眾不太能融入，但即使是通靈題材，故事核心仍必須回到人的面向，尤其是友情、愛情和家庭這些具有普世性的核心價值。製片陳薇如提到，劇集揉合奇幻與寫實、又包含少女的成長，還必須讓不懂臺灣民間信仰的觀眾能更容易理解。此外，陳薇如也希望《通靈少女》能刺激臺灣業界，讓他們透過戲劇發揚臺灣文化。
為了呈現劇中主角謝雅真的成長，結局安排她必須接受男友的死亡並勇敢面對未來，這樣的情節讓出演女主角的郭書瑤和擔任男主角的蔡凡熙在看完劇本後都感到很難過，也讓電視台提出質疑。陳和榆在映後座談中解釋，在第一集裡、男女主角於棺材相遇的一幕就已暗示這個結局，之所以安排男主角死亡，是因為想藉由此讓主角親自面對生離死別的議題，並呈現角色的成長，他認為：「如果不是這樣，就看不到瑤瑤（郭書瑤）的表演」。

### 選角

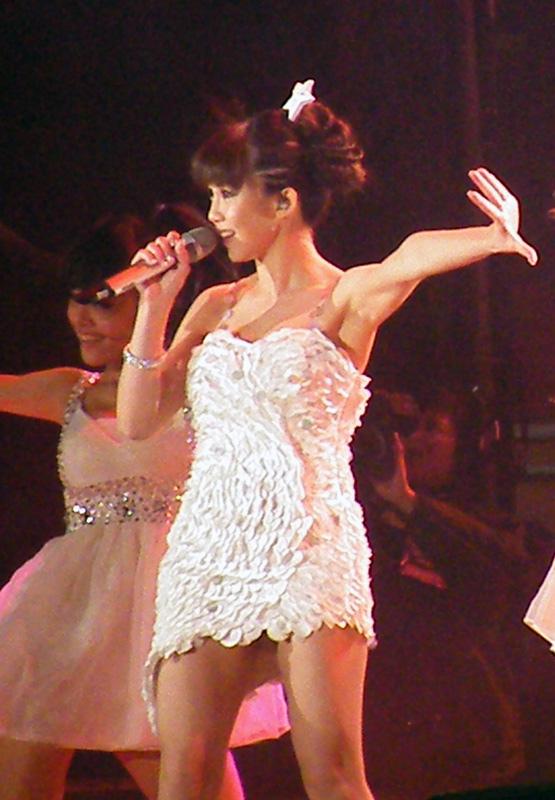
陳和榆表示在選角時，曾經擔心觀眾對郭書瑤留有性感的刻板印象，但在考量她的人生經歷後認為她是擔任女主角的不二人選

主角謝雅真由郭書瑤飾演。謝雅真自小便有通靈能力，因此被送往宮廟並學習如何成為一名仙姑，幫助人們化解難題。但16歲的她，卻同時得面對青春期和仙姑身分帶來的衝突。因「仙姑」一職必須較同輩有更廣的見識，因此陳和榆在選角時，曾經擔心觀眾對郭書瑤留有性感的刻板印象，還一度想由嚴正嵐出演主角。但在試鏡及深談後，他認為郭書瑤年紀輕輕就出道，見過許多人情世故，但又不失高中生的純真，人生經歷、待人特質皆足以勝任女主角，便在開拍兩星期前把已經在和其他演員一起參與訓練課程的嚴正嵐換掉。而身為女主角原型的索非亞起初則是對郭書瑤完全不通臺語這一點十分反感，且對她的印象仍是電子遊戲廣告《殺很大》中的形象，不過在見識到郭書瑤的敬業精神後，她承認了郭書瑤足以擔起謝雅真這名角色。郭書瑤表示在確定由自己擔任主角之後感到很大的壓力，她也提到製片會選自己出演主角是因為「有喜感，有人的味道」。
在《神算》於2014年台北電影節獲獎時，擔任該屆電影節主持人之一的郭書瑤就已對《神算》留下印象。為了飾演16歲的小真，拍攝時已26歲的郭書瑤試戴過二十餘頂假髮，最後以短髮定裝。她認為雖然自己的眼神已隨年齡增長，而難以演出16歲的感覺，但幸好小真見過許多生離死別，看的事情比一般少女還多。拍攝期間，郭書瑤每天只睡四小時，由於她完全不懂臺語，因此她的臺語台詞由索非亞逐句指導。在詮釋角色的過程中，郭書瑤認為起乩、耍劍和持燃燒的紙錢都是很大的挑戰，其中最辛苦的是起乩、而最大的突破是克服對火的恐懼。對於自己的角色，郭書瑤有深刻體悟，並表示「因為體會到劇中小真的無奈與無力感，真正感受到有時候人比鬼更可怕」。
飾演男主角何允樂的蔡凡熙雖然比郭書瑤年輕7歲，但劇中卻必須飾演她的學長。陳和榆認為蔡凡熙不擅長演繹感情，因此安排他和郭書瑤出外約會培養感情。由於蔡凡熙的身高比郭書瑤高30公分，在拍攝吻戲時經常NG。

### 拍攝
考量文化、收音、色彩、景深等各方面要素後，劇組決定選在新北市汐止濟德宮取景。在取得宮廟主委同意後，主委表示需請示神明。由於起初擲筊時皆無聖筊，索非亞認為是拍攝期適逢農曆七月所致，在她向媽祖表示希望藉此劇傳達正確的信仰並傳揚媽祖名聲後，陳和榆在全體委員見證下擲出三個聖筊，取得神明同意，並在2016年7月19日於宮前舉行開鏡典禮，始得開拍。

汐止濟德宮公佈欄有《通靈少女》海報

HBO Asia曾要求陳和榆將鬼拍出來，而陳和榆起初也曾試圖用卡通化或擬人化形式詮釋鬼魂，但為了顧及幻想與真實的平衡，陳和榆捨棄戲劇性的、浮誇的表現手法，不用恐怖和靈異的形式表現故事，而是以人心的慾望為故事的出發點。為求真實感，劇組請退休靈媒、亦是女主角原型的索非亞擔任文化顧問，以免劇中涉及的儀式過程和法器擺設出了差錯，索非亞還指導郭書瑤靈媒的身段，同時還需確保過於逼真的儀式不會造成無形眾生誤會。此外，拍攝期間曾發生數次訊號中斷之事，也是由索非亞出面「溝通」才得以化解。
為了讓《通靈少女》的節奏接近美劇，全片的剪接工作由IFA執行，並讓陳和榆在旁隨時提供意見。為了兼顧台劇特色和美劇節奏，團隊嘗試了多種方向。陳薇如強調，臺灣的剪輯方式會讓節奏變得緩慢，因此IFA啟用新銳剪輯師，讓劇集緊湊、具有美劇風格。
綜觀整體的製作過程，陳威聖認為《通靈少女》的製作團隊很年輕且井井有條，而且過程非常順利。不過製作人劉瑜萱表示，國外團隊和台灣影視產業的作業機制有許多差異，而製片陳薇如也認為，臺灣製作團隊並不習慣「製片」一職，她認為這是臺灣電視連續劇長年以來積弱不振的原因，並對此感到可惜。

### 音樂
| 曲序 | 曲目                       |        | 作曲     | 演唱者             |
| ---- | -------------------------- | ------ | -------- | ------------------ |
| 1.   | 無題日常（主題曲、片尾曲） | 余佩真 | 木良真真 | 木良真真（余佩真） |
| 2.   | 不曾回來過（插曲）         | 陳鈺羲 | 陳鈺羲   | 李千娜             |
| 3.   | 偶歐羅密歐（插曲）         |        |          |                    |

### 上映
《通靈少女》在亞洲23個國家與地區播出，最初HBO Asia出於市場考量，希望劇集能完全以華語發音，但陳和榆認為不使用臺語會嚴重影響到真實感，便努力說服HBO Asia。其中，新加坡版本由於受政府語言政策限制而不得有閩南語出現，因此在所有的區域中，僅有新加坡版本全部以華語配音。

## 劇情大綱
| 集數 | 首播日期      | 收視率 |
| --- | ------------- | ------ |
| 1 | 2017年4月2日  | 0.80   |
| 謝雅真（郭書瑤飾）是復興高中的學生，天生具有通靈能力。她在父親的拜把兄弟金勝在（陳慕義飾）所經營的宮廟裡擔任仙姑，替信眾指點迷津。雖然她以能力助人無數，但卻也為此荒廢學業。在某次上學遲到時，她對替她掩護的轉學生何允樂（蔡凡熙飾）一見鍾情，打算藉著學校的「餅乾日」送他手工餅乾以傳達自己的心意，並以自家政老師（于美人 飾）所學的方法嘗試製作餅乾。某一日，知名歌手Alice（李千娜飾）造訪宮廟，企圖為近日發生在自己周遭的異常現象尋求解釋，小真發現原因出自Alice已病逝的女友靖文（十九飾）。在Alice彈奏一曲吉他，將情意表達給靖文的靈魂後，雙方終能釋懷。之後、屢次將餅乾烤焦的小真決定做她最擅長的紅龜粿，並打算將它送給阿樂。 |               |        |
| 2 | 2017年4月9日  | 1.80   |
| 阿樂和話劇社社長張念文（謝翔雅飾）為演出校慶宣傳片而擁抱的一幕被小真誤會，使小真沒有鼓起勇氣送出紅龜粿。話劇社決定在校慶演出《羅密歐與茱麗葉》，在好友黃巧薇（鄭茵聲飾）的慫恿下，不擅演戲的小真試著挑戰演出茱麗葉，與張念文共同試鏡，儘管她很努力，但金勝在認為她只是在胡鬧。另一方面，一對夫妻和其子的祖母帶著中邪的兒子小凱（駱炫銘飾）求助於宮廟，小真識破小凱的中邪只是偽裝，但沒有當場揭穿而僅在事後勸誡。只是、不聽勸的小凱仍持續著脫軌行為，他行竊失風被小真逮到，而後者在過程中巧遇阿樂。談天過程中，小真得知阿樂的父親（李李仁飾）長年在外。不料、小凱故弄玄虛的行為讓自己被真正的靈附上，在除去小凱身上的靈後，小真瞭解他只是為了讓離異的父母能關心自己而裝神弄鬼，便假儀式之名鼓勵小凱一家人時常出遊，間接達到促進家庭和樂之效，經過此事的小真也開始明白仙姑一職的意義不在除靈，而是關照仍在生的人。另一方面，小真聽了金勝在和宮廟裡弟兄們（李英宏、吳宏修飾）的建議，以彈吉他和饒舌的方式重新詮釋茱麗葉，雖然沒能得到演出機會，卻博得了眾人歡笑。 |               |        |
| 3 | 2017年4月16日 | 2.09   |
| 話劇社一行人因找不到場地排練而進入廢棄舊團部，由於數年前一位相貌醜陋但心地善良的邱老師（姚坤君飾）在飽受欺凌下於該處自殺，讓舊團部被傳為鬼屋。小真擔心眾人在鬼屋裡排戲會攪擾鬼魂，便燒紙錢、灑符水以安撫祂們。某一夜、黃新仁（汪建民飾）教官在巡邏時於鬼屋內發現小真遺留的劇本，進而得知話劇社擅闖鬼屋，更藉監視器發現小真在那裏作法，便下令話劇社停止社團活動一個月及勞動服務。勞動服務時，阿樂因莫名呼吸困難而送往保健室，使其它學生對小真的行為議論紛紛，不但謠傳她是養小鬼的妖尼姑、對阿樂下詛咒，話劇社社辦亦被惡搞成靈堂。為了不拖累社團，小真退社後隻身前往舊團部，她明白鬼屋的現狀是邱老師的鬼魂所致，決定超渡祂以平息風波。在巧薇的說明下，話劇社成員得知小真具有通靈體質，而阿樂也出面說明先前的身體不適是因為自己對清潔劑過敏，發現自己誤會小真的社員們決定去幫小真的法事加油。法事進行到一半，被夜間巡邏的黃教官中斷，在小真以通靈讓教官與邱老師交流後，眾人才知道邱老師是為了幫教官找回遺失的徽章才遲遲沒有往生，教官亦坦白自己對邱老師隱藏多年的情愫，讓社員們一改對邱老師的負面印象。小真在解決問題後重新回歸話劇社，但之後因施法過度而身體不適，所幸被阿樂送回家中休息。 |               |        |
| 4 | 2017年4月23日 | 2.72   |
| 宮廟的債主趙金火（黃仲崑飾）議員想知道逝世的黨內大老是否留下遺言，在詢問小真並驗證其能力後，倚重她破解競爭對手施展的咒術，並開始重視風水和神鬼之說。其後，他的對手因緋聞而大失民心。另一方面，因從事無國界醫師的父親生死未卜，擔憂的阿樂請小真通靈尋父，小真雖無法通到其父亡魂，亦不能保證其仍生存。在談天中，小真得知阿樂一直期待父親能再回來、並與自己一同競爭電玩高分記錄，於是她暗自出入電動玩具店不斷地練習，企圖以假名登錄記錄、營造阿樂的父親回來的假象以安慰阿樂，甚至還為此替同學算命以賺取打電動玩具所需的費用。她的堅持最終感動電玩店老闆、讓他直接調整機台設定。阿樂發現小真說謊後十分生氣，不過不久後又因為接到父親的親筆信和照片而轉怒為笑。在小真因為說謊、而阿樂因為自己反應過度而互相道歉後，阿樂體悟到應該珍惜身邊的人，隨後吻了小真。 |               |        |
| 5 | 2017年4月30日 | 3.70   |
| 小真在被阿樂親吻後感到不知所措，她與好友巧薇討論後，確認自己的感情，並與拒絕了念文告白的阿樂相互確認心意，又拿出Alice給的兩張演唱會門票邀請他約會。另一方面，篤信神明的趙議員偕癌末病妻李蕙蘭（陳珮騏飾）造訪宮廟，希望小真能為她誦經祈福，雖然小真百般不願，但在金勝在的強求下仍勉強為其進行儀式。在小真與阿樂約會的那天，儘管小真早已排開宮廟事務，但她出發後不久旋即被喚回，陪同因做惡夢而心神不寧的趙夫人誦經。在誦經過後，趙議員認為妻子的身體狀況漸漸好轉，爽快地令宮廟的債務一筆勾銷。然而，在演唱會會場的阿樂因遲遲等不到小真便親自去找她，卻在途中意外遭酒駕車輛撞死，小真在誦完經後匆匆前往演唱會會場，與載著阿樂的救護車交錯而過。 |               |        |
| 6 | 2017年4月30日 | 4.40   |
| 在阿樂的告別式會場，阿樂的母親（黃采儀飾）想再見到阿樂，便請小真通靈，但小真卻始終見不到阿樂的靈魂，便認為自己無法處理問題，不願再做仙姑。在阿樂的墳前，小真見到阿樂的父親，阿樂之父以行醫經驗勸她坦然面對。為了完成阿樂遺志，小真自告奮勇擔任本由阿樂擔綱的羅密歐一角，讓校慶演出能順利進行。不料在校慶當日，趙夫人的病情急遽惡化，喪心病狂的趙議員威脅宮廟眾人性命，逼小真出面將愛妻治好。雖然小真在接到通知後趕回宮廟處理，但眾人一言不合大打出手，她只好請九天玄女降駕，要議員認清生死有命、勸他伴妻子走完人生最後一程。當小真回到學校後，雖然校慶早已結束，但她仍和話劇社成員完美演出了戲劇。在演出結束後，小真第一次亦是最後一次見到了阿樂的靈魂，在向祂吻別後，故事告一段落。日後，當小真回憶起這段往事時，認為與阿樂相處的時光恍若美夢。她也理解真正的超能力是面對無常命運還能坦然微笑，並自許能珍惜生命中的點滴，勇敢迎接新的一天。 |               |        |

## 迴響
《通靈少女》首集播出之後引發熱烈討論，尤其結尾以紅龜粿傳情的橋段更是引發熱議。包括中華民國總統蔡英文、立法委員陳其邁，設計師聶永真、音樂人馬世芳、醫師潘建志、主播陳信聰、演員許傑輝、作家陳芳明等眾多名人都表示讚譽或推薦。蔡英文將《通靈少女》看了兩遍，並表示該劇讓自己對臺灣影視更有信心；陳其邁表示該劇「呈現臺灣特有宮廟文化」；陳芳明和許傑輝皆稱讚郭書瑤的演技；馬世芳則認為劇本緊湊，對白自然；身為精神科醫師的潘建志表示靈媒和精神科醫師屬於同業。而郭書瑤在得知首集收視佳績後開心地表示，如果收視率破2就請觀眾吃紅龜粿。在第三集收視破2後，劇組也兌現承諾，在4月29日中午於濟德宮廣場發放六百個紅龜粿，不過郭書瑤當時因在雲南拍戲而未能出席。
除此之外，雖然首集劇情描述女同性戀間的情感，但全集並沒有強調這份感情是「同性間」的情感，甚至完全沒有提及任何同志用語。同志團體「同學陣」成員洪國峰認為，劇集將同志生活化、常規化的做法更能讓觀眾感受「同志真實存在你我身邊」；而「婚姻平權大平台」發言人鄧筑媛認為該劇呈現了同志的生活縮影，更證明神明對不同族群一視同仁。由於劇中角色趙金火議員是一位牽涉黑道、遊走法律灰色地帶的政治人物，辦公室看板黨徽又揉合臺灣兩大政黨之識別元素，部分觀眾便猜測是否影射真實人物或政黨。飾演趙金火的黃仲崑否定這一說法，並表示劇組在演出時都沒有任何政治聯想。
隨著收視告捷，作為取景地點的濟德宮、士林橋、復興高中、士林高商也成為觀眾朝聖的景點，濟德宮廟方指出香客成長兩成。雖然對《通靈少女》的評價大多數是讚譽的，但在4月30日播出結局後，部分網友對阿樂死於車禍的劇情表達不滿，但亦有些人稱讚導演有種、或表示更喜歡有遺憾的結局。也有評論認為宮廟和金勝在並沒有在故事最後發揮作用，亦顯現不出謝雅真「帶天命」的重要性，甚至讓「通靈」成為只是純粹擾亂「少女」的元素。儘管有褒有貶，完結篇的平均收視率高達4.4，超過七年前於公視播出《痞子英雄》時的記錄，締造公視歷來的戲劇收視最高記錄。HBO Asia執行長施鵬騌認為引發的迴響超乎預期，證明臺灣的故事具有吸引力。傳播學者羅慧雯、作家曹銘宗和中文系學者祁立峰撰述專文評論了戲劇走紅的原因，三人皆認為《通靈少女》之所以能引發討論和關注，是由「通靈」題材既在地又國際，羅慧雯更認為這部戲劇對公視未來的國際合作有指標性意義。
儘管對劇集的評價很正面，但由於《通靈少女》Facebook官方粉絲專頁管理員在4月22日發佈第四集的預告時透露劇情，表示男女主角將「修成正果」，因而引發網友不滿。雖然官方出面緩頰，不過多數粉絲認為是火上加油。

## 獲獎
2017年，立法委員黃國書將該劇與同樣以通靈為題材，但曾被金馬獎評審譴責為「怪力亂神」的動畫電影《魔法阿媽》相提並論，擔憂《通靈少女》會面臨同樣困境而無法抱回金鐘獎。對此，文化部長鄭麗君表示不會再重複過去的問題。在同年舉辦的第52屆金鐘獎中，《通靈少女》贏得迷你劇集獎，李千娜則拿下迷你劇集／電視電影女配角獎，該劇還入圍了迷你劇集／電視電影類的女主角獎、新進演員獎、導演獎及編劇獎。李千娜於領獎時感謝支持者及《通靈少女》的製作團隊，並特別向導演表示「沒有你就沒有我」。雖然郭書瑤沒有贏得女主角獎，但蔡英文仍嘉許她的表現，並讚揚《通靈少女》是台灣軟實力的前鋒，也是台灣戲劇的新力量。
除了獲得金鐘獎肯定，《通靈少女》還在第22屆亞洲電視大獎中入圍最佳攝影獎，陳慕義入圍最佳男配角獎。
| 年度 | 大獎               | 獎項                         | 入圍者                         | 結果 |
| ---- | ------------------ | ---------------------------- | ------------------------------ | ---- |
| 2017 | 第52屆金鐘獎       | 迷你劇集獎                   | 迷你劇集獎                     | 獲獎 |
| 2017 | 第52屆金鐘獎       | 迷你劇集／電視電影女主角獎   | 郭書瑤                         | 提名 |
| 2017 | 第52屆金鐘獎       | 迷你劇集／電視電影女配角獎   | 李千娜                         | 獲獎 |
| 2017 | 第52屆金鐘獎       | 迷你劇集／電視電影新進演員獎 | 蔡凡熙                         | 提名 |
| 2017 | 第52屆金鐘獎       | 迷你劇集／電視電影導演獎     | 陳和榆                         | 提名 |
| 2017 | 第52屆金鐘獎       | 迷你劇集／電視電影編劇獎     | 李庭瑜、林孟寰、陳和榆、廖振凱 | 提名 |
| 2017 | 第22屆亞洲電視大獎 | 最佳男配角獎                 | 陳慕義                         | 提名 |
| 2017 | 第22屆亞洲電視大獎 | 最佳攝影獎                   | 陳克勤                         | 提名 |

## 續作
2017年11月30日，在新加坡HBO Asia二十五周年時，陳和榆及郭書瑤宣布將在2018年中開始製作第二季，劇組也在下半年開拍。劇情同樣以臺灣宮廟文化為背景，接續描述謝雅真的成長故事，並讓她面對更複雜的人性問題。郭書瑤表示第一季的成績讓眾人有所期待，且續集不能原地踏步，因此自己感到很大的壓力。續作於2019年10月6日首播。
除續集之外，HBO Asia在2018年8月29日宣布拍攝原創紀錄片《通靈少女背後的神隱世界》，這是HBO Asia繼2017年《塔瓦家命案之謎》後的原創紀錄片，將深入探討《通靈少女》劇情背後蘊含的台灣的鬼月習俗、傳統文化和儀式，片長約一小時。李千娜參與該片的演出，並在片中表達自己對相關文化的觀點。

## 外部連結
- 官方网站－公共電視
- 官方网站－HBO Asia
- 通靈少女的Facebook專頁